# Ingegneria energetica

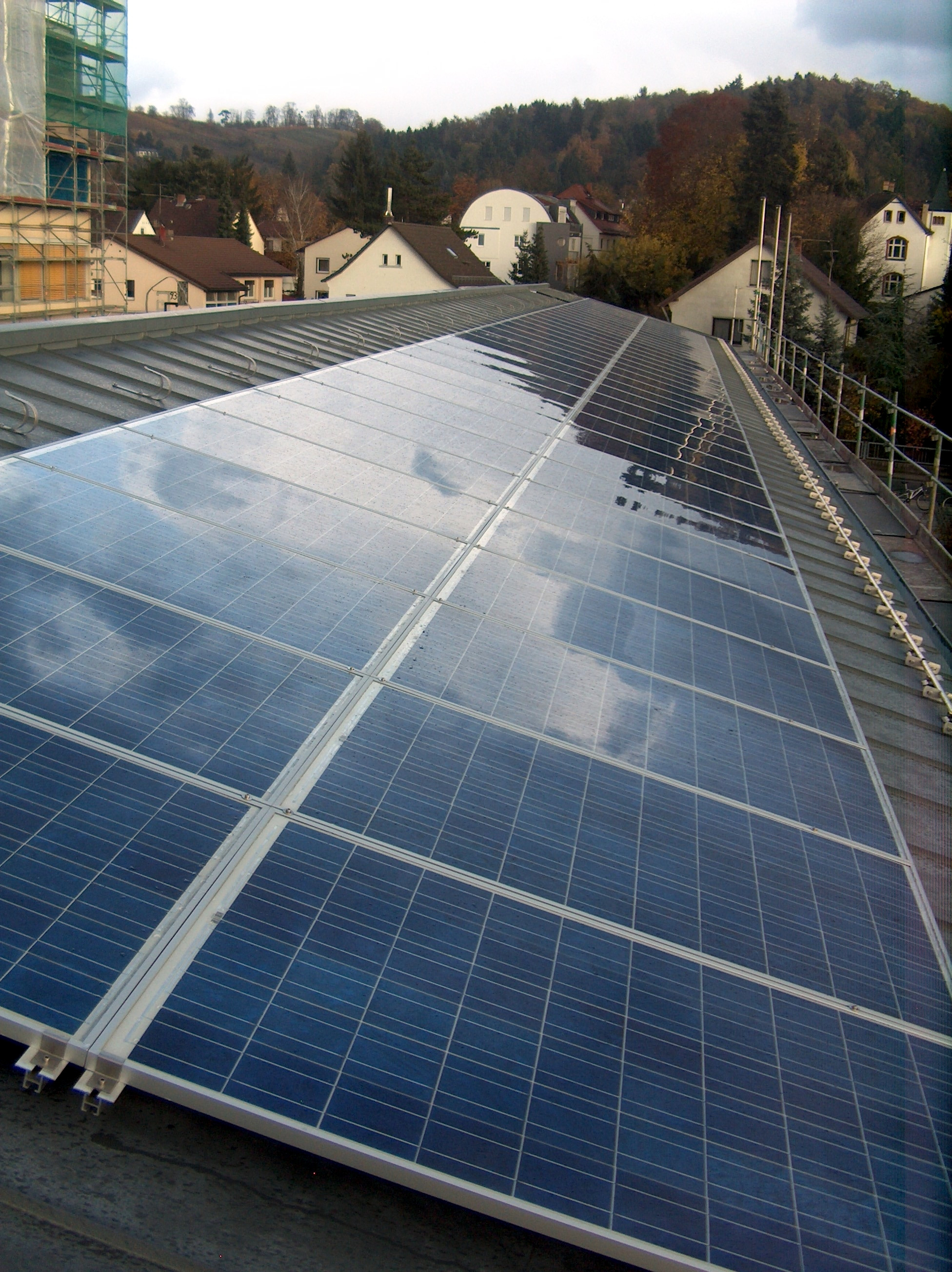
Impianto fotovoltaico

L'ingegneria energetica è un ramo dell'ingegneria che applica principi di fisica, chimica, scienza dei materiali e di altre discipline collegate alla progettazione di sistemi e soluzioni per l'uso razionale dell'energia, sia da fonti rinnovabili che non.
La sua attività si svolge sia nell'applicazione di tecniche consolidate sia nello sviluppo di tecnologie innovative. L'attenzione dell'ingegnere energetico si rivolge sia allo studio di nuovi metodi di conversione dell'energia a partire dalle fonti primarie disponibili in natura sia alla pianificazione ed alla gestione degli usi finali, alla ricerca ed allo sviluppo di nuovi sistemi e vettori energetici e alle problematiche di impatto ambientale. Altro campo d'impiego fondamentale è il risparmio energetico.

## Profilo della professione

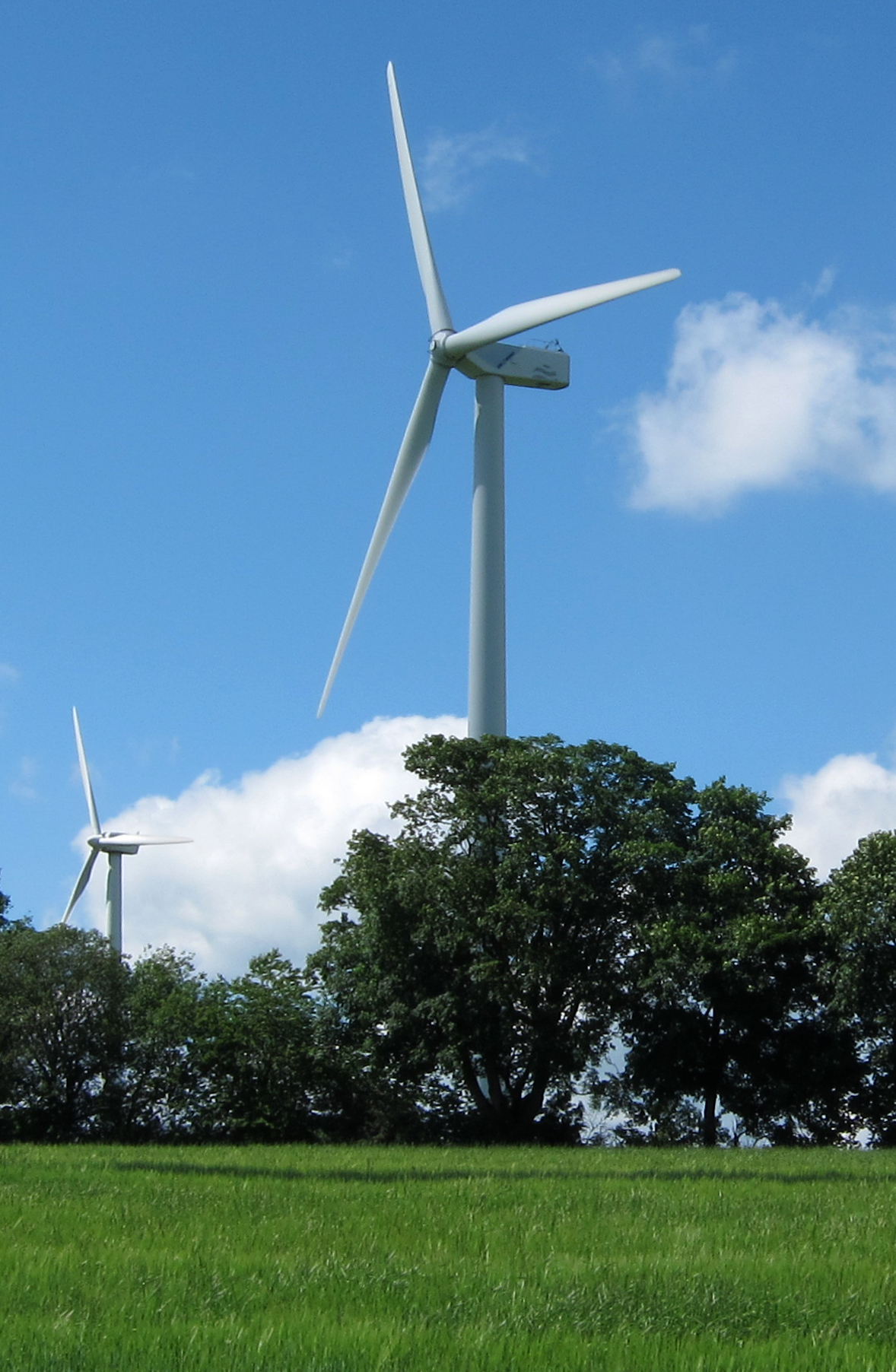
Aerogeneratore

Gli obiettivi formativi sono mirati all'approfondimento delle conoscenze scientifiche alla base delle applicazioni ingegneristiche e che permettono di sviluppare soluzioni per il settore energetico, ossia per il trasporto, la conversione e l'uso finale dell'energia sotto varie forme, riducendo al contempo l'impatto ambientale, il rischio per l'uomo e il peso economico del problema.
La professione è particolarmente spinta verso una successiva separazione dei compiti tra le varie branche specialistiche.
In Italia è possibile certificare la propria competenza in campo energetico secondo i dettami della norma UNI CEI 11339 e diventare esperto in gestione dell'energia (EGE).

## Ambiti occupazionali previsti per i laureati
Gli ambiti professionali tipici per i laureati specialisti della classe sono quelli dell'innovazione e dello sviluppo della produzione, della progettazione avanzata, della pianificazione e della programmazione, della gestione di sistemi complessi, sia nella libera professione sia nelle imprese manifatturiere o di servizi che nelle amministrazioni pubbliche.
I laureati specialisti potranno trovare occupazione presso aziende municipali di servizi; enti pubblici e privati operanti nel settore dell'approvvigionamento energetico; aziende produttrici di componenti di impianti elettrici e termotecnici; studi di progettazione in campo energetico; imprese per la produzione di energia elettronucleare; aziende per l'analisi di sicurezza e d'impatto ambientale di installazioni ad alta pericolosità; società per la disattivazione di impianti nucleari e lo smaltimento dei rifiuti radioattivi; imprese per la progettazione di generatori di particelle e di radiazione per uso medico ed industriale; aziende ed enti civili e industriali in cui è richiesta la figura del responsabile dell'energia. Altro ambito in sviluppo è l'implementazione nelle aziende di sistemi di gestione conformi alla norma UNI CEI EN ISO 50001:2018.